# G4・IV
「G4・Ⅳ」（ジーフォー・フォー）は、2016年1月27日にloversoul music & associatesから発売のGLAYの通算53作目のシングル。

## 概要
前作より約8か月ぶりとなるシングル。また、「G4」シリーズとしては、前作「BLEEZE 〜G4・Ⅲ〜」より、約1年半ぶり。
2015年11月19日に北海道・道新ホールにて、600人のファンを招いて開催された『AIR-G’×GLAY 北海道新幹線開通記念「ニューシングル試聴会」』にて、本作のリリースが発表され、また収録曲全曲の試聴、メンバー全員が登壇したトークショーを行った。
前作同様、メンバー全員がそれぞれ作詞・作曲を担当した4曲が収録される（ただしJIRO作曲の「Scoop」のみ、TAKURO作詞）。プロデューサーは今回も亀田誠治が担当。全曲タイアップがついた。
DVD付・CDのみの2パターンが製作され、DVDにはこれまでのシングルとしては異例の4曲分のミュージックビデオを収録。また、音楽ジャーナリスト・ライター青木優によるライナーノーツが付属している。

## 記録
オリコンチャートでは初登場1位を獲得。GLAYにとってシングル1位は、「VERB」以来7年8ヶ月ぶり通算24作目となり、シングル・アルバムと共に1990年代・2000年代・2010年代と、3つの年代で首位獲得を果たした。また、シングルTOP10は、1996年に「グロリアス」が最高4位を記録してから21年連続。V6、安室奈美恵と並び、歴代1位タイ記録となった。
また収録曲である「空が青空であるために」はテレビ東京系アニメ『ダイヤのA -SECOND SEASON-』の主題歌となっており、ダイヤのAの主題歌としては初のオリコンチャート1位獲得となった。

## 収録曲

### CD（全タイプ共通）
全編曲：GLAY・亀田誠治
1. 彼女はゾンビ
  - 作詞・作曲：HISASHI

TBS系「王様のブランチ」2月、3月度エンディングテーマ[3]。タイトル通り、正体がゾンビだった恋人について歌うソリッドなロックチューン[4]。
HISASHIは本曲について、「今までいろいろなメッセージを込めた曲が多かったので、次は超フィクションの世界にしようと」と狙いを明かしている[4]。また、ゲストドラマーに、THE MAD CAPSULE MARKETS・ACE OF SPADESの宮上元克が参加[4]。間奏中の台詞は、HISASHIと茂木淳一によるもの。
ミュージックビデオは全編アニメとなっており、HISASHIがかねてより抱いていた「MVをフルアニメで作りたい」という強い希望が叶い製作された[5]。テレビアニメ「てーきゅう」を手がけたアニメ制作会社ミルパンセが映像制作を担当し[6]、コンテ・演出・作画などの総合監修を板垣伸が務めている[5]。
HISASHIの要望により、「天元突破グレンラガン」「Panty & Stocking with Garterbelt」などを監督した今石洋之の作風をイメージして制作された[5]。楽曲通り、"ゾンビ"である彼女と人間の少年のロマンスと激しい戦闘シーンと共に描いた内容で、一晩のラブストーリーとしてまとめ上げており、HISASHI独自の世界観が表現されたものとなっている[7]。
2. Scoop
  - 作詞：TAKURO / 作曲：JIRO

テレビ朝日系「お願い!ランキング」1月度エンディングテーマ[8]。パンキッシュなロックナンバーで、ゲストドラマーとしてThe Birthdayのクハラカズユキが参加している[8]。
昔からあった曲で当初はTHE PREDATORSで持って行く予定だったが、TAKUROから「それはちょっと困るな」と止められたエピソードがある[4]。
ミュージックビデオは全編モノクロで、1カメ1カットで撮影されたロック色が前面に出た荒々しい映像となっている[7]。監督はフカツマサカズが担当しており、GLAYとは初タッグとなった[7]。
3. Supernova Express 2016
  - 作詞・作曲：TAKURO

JR北海道・北海道新幹線開業イメージソングで、新幹線は同年3月26日に開業した[9]。バンドの故郷である北海道への思いをつづった歌詞と、壮大なメロディが光るポップなロックチューン[10]。
北海道庁や函館市などからのオファーを受け、TAKUROにより書き下ろされた。TAKUROは「僕らとしてもいつも心は北海道にある」と故郷への思いを明かし、「この曲を聴いた人に北海道の人の温かさを感じて欲しい」「新幹線は人を運ぶだけでない、これからを感じさせる乗り物であることを意識して詞を書いた」とコメントしている[9]。また、ニューシングル試聴会では、ゴダイゴ「THE GALAXY EXPRESS 999」、松任谷由実「シンデレラ・エクスプレス」に続く、日本3大エクスプレスソングとアピールもしていた[4]。
ミュージックビデオは、「Scoop」に続いてフカツが監督を担当。オール北海道ロケを敢行し、三川駅での撮影をはじめ、壮大な北海道の大地での演奏シーンや地元のエキストラが700名参加した空撮シーンが盛り込まれ、旅をイメージに様々なメッセージが込められた映像となっている[7]。
4. 空が青空であるために
  - 作詞・作曲：TERU

テレビ東京系アニメ「ダイヤのA -SECOND SEASON-」オープニングテーマ[3]。
これで3期連続オープニングを担当したことになる。また、前作、前々作に続き本アニメのファンでもあるTERUが作詞・作曲を担当。TERUは本曲について、「涙をのみ、また未来に希望を持って歩んでいく高校球児達の切ない思いを表現した」とコメントしている[11]。
ミュージックビデオは学園をテーマに制作され、監督は「百花繚乱」のミュージックビデオも手がけた斎藤渉が担当[7]。主演女優に浜辺美波が出演[7]。青春時代を描いた、熱さとさわやかさをあわせ持つ映像に仕上がっている[12]。また、TERUも学校のOB役として出演し、在校生たちの前で歌うシーンも登場する[12]。
また、メンバー全員が北海道出身という縁もあり、プロ野球・北海道日本ハムファイターズの2016年度のテーマソングにも起用され、札幌ドーム等でのホームゲームでの試合終了後や、球団公式映像の中継またはGAORAプロ野球中継においてもエンディングテーマとして流された。

### DVD
- Music Video & Making

1. 「彼女はゾンビ」MUSIC VIDEO&Making
2. 「Scoop」MUSIC VIDEO&Making
3. 「Supernova Express 2016」MUSIC VIDEO&Making
4. 「空が青空であるために」MUSIC VIDEO&Making

- <20th Anniversary Final GLAY in TOKYO DOME 2015 Miracle Music Hunt Forever>

1. 「pure soul」 DAY 2
2. 「百花繚乱」 DAY 2

- <GLAY Special Live at HAKODATE ARENA GLORIOUS MILLION DOLLAR NIGHT Vol.2>

1. 「My Private “Jealousy”」 DAY 1
2. 「いつか」 DAY 2

## 収録アルバム
彼女はゾンビ
- SUMMERDELICS (アルバムバージョン、『シン・ゾンビ』として収録)

Scoop
- SUMMERDELICS (アルバムバージョン)
- REVIEW II -BEST OF GLAY- (『SUMMERDELICS』収録バージョン)

Supernova Express 2016
- SUMMERDELICS (アルバムバージョン、『Supernova Express 2017』として収録)
- DRIVE 2010〜2026 -GLAY complete BEST

空が青空であるために
- SUMMERDELICS